# Simon Bräumer
Simon Bräumer (* 1997) ist ein deutscher Jazzmusiker (Schlagzeug, Perkussion).

## Leben und Wirken
Bräumer, der im Odenwald in einer musikalischen Familie aufwuchs, spielte seit dem sechsten Lebensjahr Schlagzeug. Bereits mit zwölf Jahren spielte er erste Jazzkonzerte. Als Mitglied der Jugendjazz-Bigband Kicks and Sticks des Landes Hessen tourte er international. Er studierte Jazz-Schlagzeug an der Hochschule für Musik und Tanz Köln bei Michael Küttner und Jonas Burgwinkel sowie an der Guildhall School of Music and Drama in London bei James Maddren und Tom Farmer.
Im Duo mit dem Saxophonisten Charlie Watkins entstand das Album Nobody Move (2019). In den letzten Jahren war Bräumer Mitglied im Quintett von Daniel Tamayo, der Combo von Niklas Roever und der Bigband von Pascal Klewer (Chasing Memories). Er ist auch auf Alben von Jakob Bänsch, Sofia Eftychidou, Leon Hattori (Evergreen Forest), Ursula Wienken und Melissa Pinto zu hören.

## Diskographische Hinweise
- Charlie Watkins & Simon Bräumer: Nobody Move (Bandcamp 2019)
- Niklas Roever Quartet: Hell’s the Hippest Way to Go – Live (JazzHausMusik 2022)[4]
- Jakob Bänsch: Opening (Jazzline 2023)[5]
- Daniel Tamayo Quintet feat. Victor Acevedo: Por la fuerza del hábito (Habitable Records 2024, mit Yaroslav Likhachev, Moritz Preisler, Conrad Noll)